# کلودیو پولیو
کلودیو پولیو (به ایتالیایی: Claudio Pollio) (زاده ۲۷ می ۱۹۵۸) کشتی گیر کشور ایتالیا است.
این کشتی‌گیر تنها کشتی‌گیر آزاد ایتالیایی دارنده مدال در المپیک می‌باشد.